# Milan Vidmar
Milan Vidmar (* 22. Juni 1885 in Laibach, Krain, Österreich-Ungarn; † 9. Oktober 1962 ebenda, Jugoslawien) war ein jugoslawischer Ingenieur der Elektrotechnik, Hochschullehrer und Schach-Großmeister. Obwohl er im Gegensatz zu vielen anderen Meistern seiner Zeit sein Leben lang Amateur blieb, gehörte er für mehrere Jahre zur Weltspitze; laut historischen Berechnungen war er zeitweise der viertstärkste Schachspieler der Welt.
Sein Sohn Milan Vidmar junior war ebenfalls ein starker Schachspieler und trat zu manchen Turnieren gemeinsam mit dem Vater an, der dann zur Unterscheidung auch als Milan Vidmar senior bezeichnet wird.

## Leben

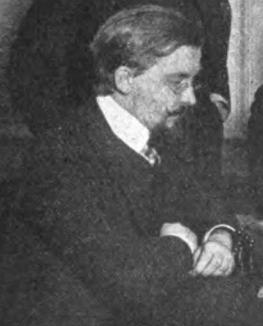
Milan Vidmar, 1909

Milan Vidmar wuchs in Laibach (nach 1918: Ljubljana) auf. Nach seinem Studium an der Technischen Hochschule Wien und einer Tätigkeit in der Industrie wurde Vidmar nach Kriegsende im Jahr 1919 zum Professor für Transformatorentechnik an der Universität Ljubljana ernannt. In dieser Funktion, die er bis 1959 innehatte, verfasste er zahlreiche wissenschaftliche Werke in slowenischer und deutscher Sprache. Ein von ihm aufgebautes Institut zur elektrotechnischen Forschung trägt noch heute seinen Namen.
Obwohl er das Schachspiel nur als Amateur betrieb, zählte er zeitweise zur erweiterten Weltspitze und belegte beim inoffiziellen Kandidatenturnier für die Schachweltmeisterschaft 1927 in New York den vierten Platz. Im Jahre 1914 beim 19. DSB-Kongress in Mannheim lag er hinter Alexander Aljechin auf dem zweiten Platz, als das internationale Turnier wegen Beginn des Ersten Weltkrieges am 1. August abgebrochen wurde. Zwischen 1917 und 1923 lag er 21 unterschiedliche Monate auf Platz 4 der nachträglich berechneten Weltrangliste, seine höchste historische Elo-Zahl betrug 2731 im April 1919.
Vidmar war für seine Fairness bekannt. Im Turnier von London 1922 gab er eine verlorene Stellung auf, obwohl sein Gegner, der Weltmeister José Raúl Capablanca, aufgrund eines Missverständnisses nicht zur Fortsetzung der Hängepartie erschien. Vidmar war auch einer der wenigen Schachspieler, die mit dem als schwierig geltenden Meisterkollegen Aaron Nimzowitsch eine freundschaftliche Beziehung unterhielten.
Er siegte in der IFSB-Bundesmeisterschaft 1936/37, die als erste inoffizielle Fernschach-Europameisterschaft gilt. Vidmar nahm mit der jugoslawischen Mannschaft an den Schacholympiaden 1931 und 1935 jeweils am Spitzenbrett teil. Im Jahre 1950 verlieh ihm der Weltschachbund FIDE den offiziell geschaffenen Großmeistertitel für seine früheren Turniererfolge. Vidmars 1961 auf Deutsch unter dem Titel Goldene Schachzeiten veröffentlichte Memoiren wurden erst vor wenigen Jahren neu aufgelegt. Sie gelten als klassische Darstellung der glanzvollen Epoche der Schachgeschichte, die Vidmar miterlebte und mitprägte. Erstmals 1969 fand das ihm gewidmete Milan Vidmar Gedenkturnier statt, das 2007, 2009 und 2011 auch als nationale Meisterschaft Sloweniens fungierte.

## Werke (Auswahl)
- Das Zweite Internationale Schachturnier in Karlsbad 1911. Potsdam 1911. (Nachdruck: Edition Olms, Zürich 1985, ISBN 3-283-00183-9).
- Goldene Schachzeiten. Erinnerungen. Walter de Gruyter, Berlin 1960; 4. überarbeitete Auflage: Joachim Beyer Verlag, Eltmann 2015, ISBN 978-3-95920-009-7.
- Das Ende des Goldzeitalters: Die Menschheit im Umbruch. Vieweg, Braunschweig 1941.
- Transformation und Energieübertragung. Verlag: Kleinmayer & Bamberg, Laibach, 1945.
- Die Transformatoren. 3. Auflage. Birkhäuser, Basel/Stuttgart 1956. (Nachdruck: Springer, 2014, ISBN 978-3-7643-0393-8).